# مرتضی شیاری
مرتضی شیاری ۲۷ بهمن ۱۳۶۰ در شهر رشت به دنیا آمد.
از ۶ سالگی والیبال را شروع کرد و به تیم منتخب گیلان راه یافت. باشگاه‌های سابقش بانک ملت، تجارت، نکاچوب ساری، پیکان، صنام، برق تهران، پردیس قزوین و از موقعی هم که داماش تشکیل شد در اختیار تیم شهرش می‌باشد.
از سال ۷۳ تا ۸۱ مدام در تمام تیم‌های ملی بود. او بهترین لحظه ورزشی اش را سال ۲۰۰۰ که بهترین بازیکن آسیا شد، می‌داند. او هم‌اکنون مربی تیم ملی والیبال مردان آمریکا می‌باشد. آقای شیاری دارای مدرک ببن المللی درجه۱ از فدراسیون جهانی والیبال، مدرک مربیگری درجه۱ از ایالات متحده آمریکا و مدرک مربیگری درجه۱ فدراسیون والیبال ایران می‌باشد.

## مقام‌های ملی و جهانی
از جمله مقام‌هایی که مرتضی شیاری در سطح ملی و جهانی کسب نموده می‌توان به موارد ذیل اشاره داشت.
- کسب مقام قهرمانی جوانان آسیا در سال ۱۹۹۸
- کسب مقام سوم جوانان آسیا در سال ۲۰۰۰
- بهترین بازیکن آسیا در سال ۲۰۰۰
- مقام دوم باشگاهای آسیا به همراه تیم صنام تهران
- مقام ششم تیم المپیک دانشجویان جهان در سال۱۳۸۴ در ترکیه
- مقام قهرمانی دانشجویان جهان در سال ۲۰۰۶ ایرلند
- مقام قهرمانی دانشجویان جهان در سال ۲۰۰۸ مجارستان
- مقام قهرمانی دانشجویان جهان در سال ۲۰۱۲ هلند
- عضو تیم ملی نوجوانان ایران در سال‌های ۱۳۷۳ تا ۱۳۷۶
- عضو تیم ملی جوانان ایران در سال‌های ۱۳۷۷ تا ۱۳۷۹
- عضو تیم ملی بزرگسالان ایران در سال‌های ۱۳۸۰ تا ۱۳۸۴
- شرکت در اردوهای تیم ملی بزرگسالان ایران در سال‌های ۱۳۸۵ الی ۱۳۸۹